# Ameixial (Loulé)
Ameixial é uma freguesia portuguesa do município de Loulé, com 123,85 km² de área e 381 habitantes (censo de 2021). A sua densidade populacional é 3,1 hab./km², o que lhe permite ser classificada como uma Área de Baixa Densidade (portaria 1467-A/2001)..

## Demografia
A população registada nos censos foi:
| Distribuição da População por Grupos Etários | Distribuição da População por Grupos Etários | Distribuição da População por Grupos Etários | Distribuição da População por Grupos Etários | Distribuição da População por Grupos Etários |
| -------------------------------------------- | -------------------------------------------- | -------------------------------------------- | -------------------------------------------- | -------------------------------------------- |
| Ano                                          | 0-14 Anos                                    | 15-24 Anos                                   | 25-64 Anos                                   | > 65 Anos                                    |
| 2001                                         | 33                                           | 50                                           | 242                                          | 279                                          |
| 2011                                         | 19                                           | 25                                           | 175                                          | 220                                          |
| 2021                                         | 26                                           | 8                                            | 157                                          | 190                                          |

## Património
- Igreja de Santo António
- Capela de São Sebastião